# Albright-Knox Art Gallery

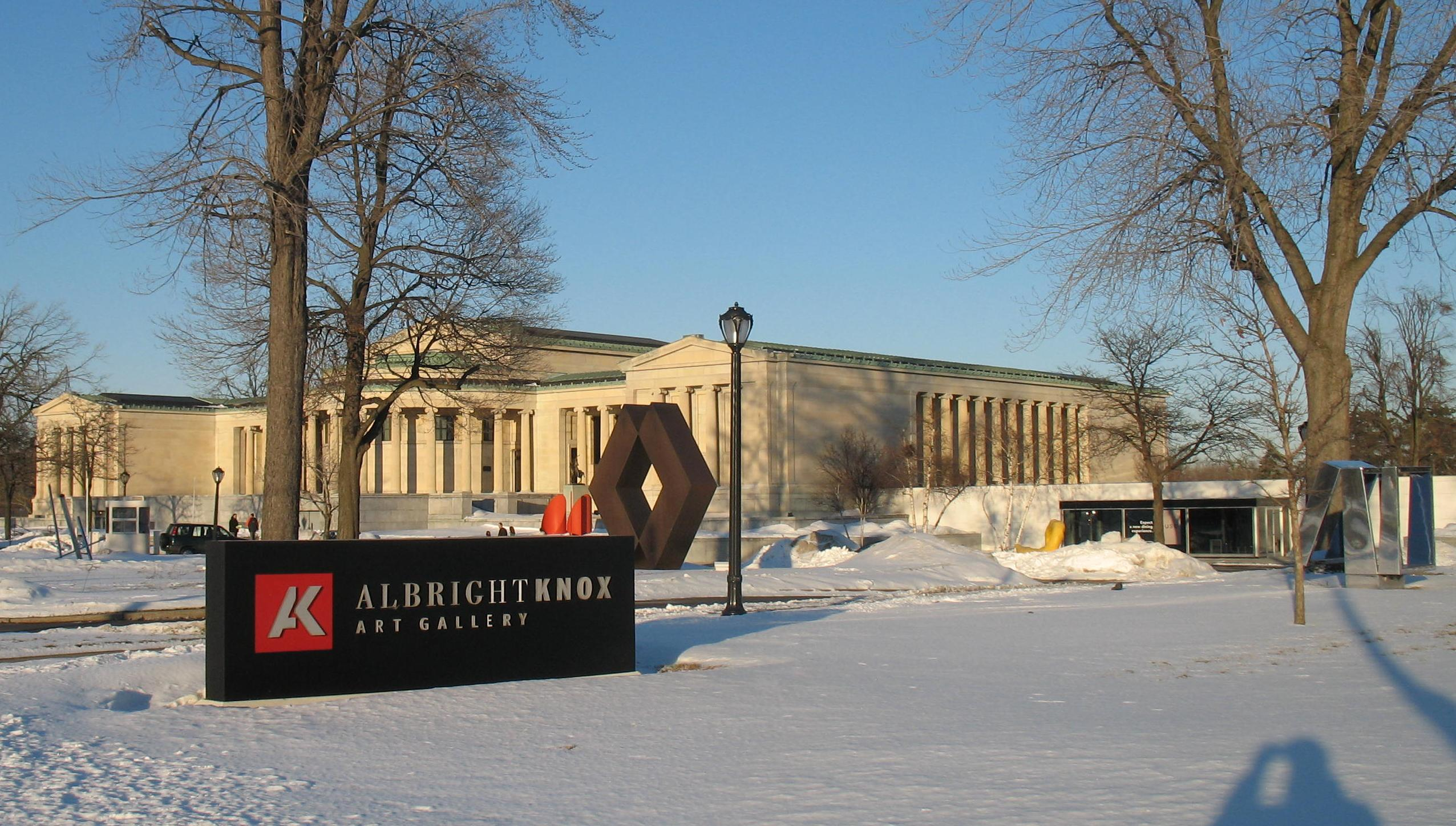
Albright-Knox Art Gallery: het museum

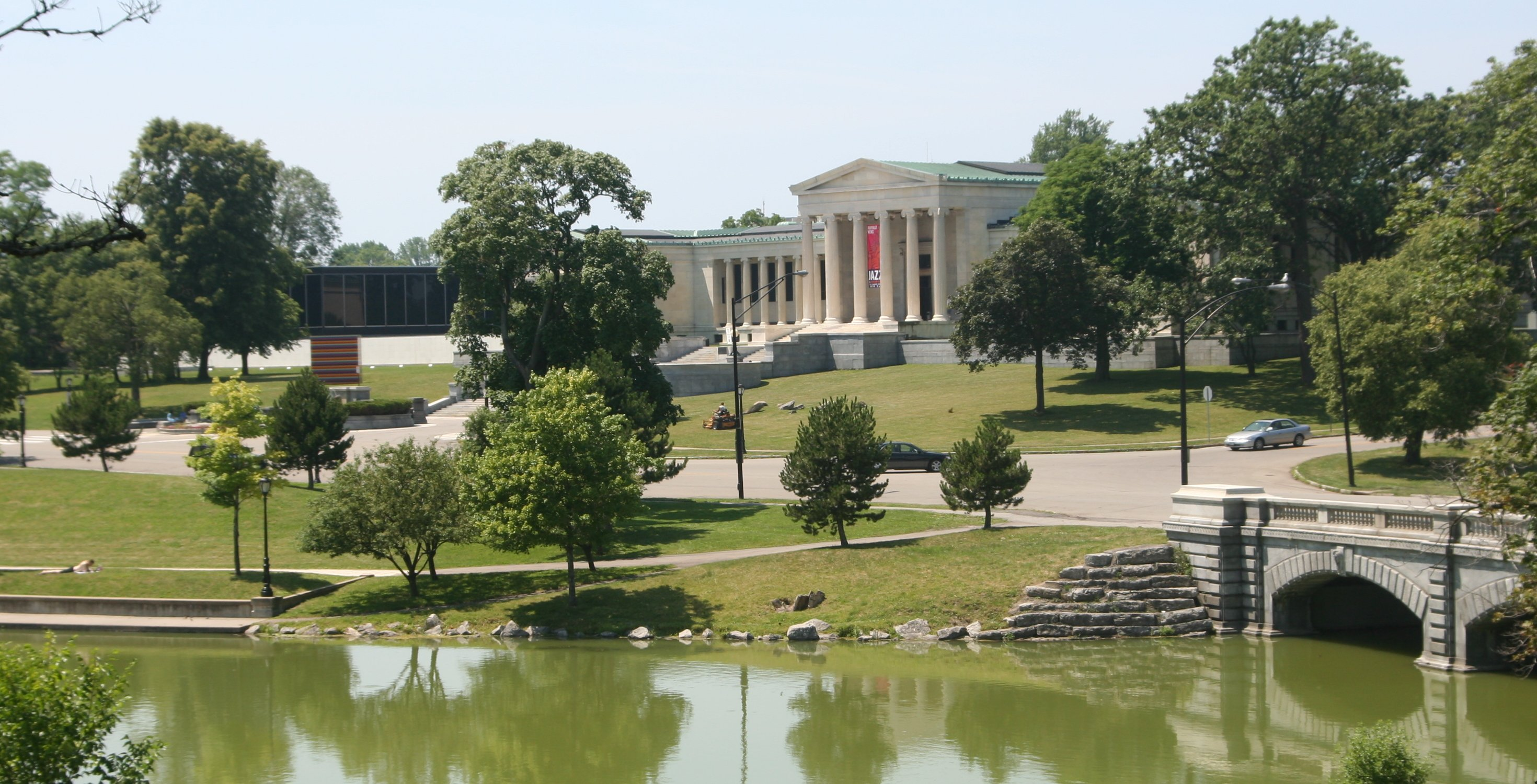
Albright-Knox Art Gallery: het park

De Albright-Knox Art Gallery is een museum voor moderne en hedendaagse kunst in het Delaware Park in Buffalo in de Amerikaanse staat New York. Het museum is onderdeel van de Buffalo Fine Art Academy, die werd gesticht in 1862.

## Geschiedenis
Het museumgebouw was oorspronkelijk bedoeld als het Fine Arts Pavillion van de Pan-American Exhibition van 1901 in Buffalo en werd geschonken door de ondernemer en mecenas John J. Albright. Het gebouw, naar een ontwerp van de architect Edward B. Green, werd pas in 1905 voltooid en bood onderdak aan de Albright Art Gallery.
In 1962 werd een nieuwe vleugel gebouwd door Gordon Bunshaft van architectenbureau Skidmore, Owings & Merrill uit New York. De bouw was onder andere mogelijk geworden door een grote donatie van de familie Seymour H. Knox en het museum werd omgedoopt in de Albright-Knox Art Gallery.
Een latere uitbreiding van het museum bevindt zich in Clifton Hall, dat ondergronds met het hoofdgebouw is verbonden.

## Collectie
De kunstcollectie van het museum omvat veel werken van naoorlogse Amerikaanse en Europese kunstenaars. Goed vertegenwoordigd zijn ook het abstract expressionisme, popart en kunststromingen van de zeventiger jaren tot hedendaagse kunst. Tot de permanent tentoongestelde werken behoren het impressionisme, het postimpressionisme (onder anderen Paul Gauguin en Vincent van Gogh), kubisme, surrealisme, constructivisme (onder anderen Pablo Picasso, Georges Braque, Henri Matisse, André Derain, Joan Miró, Piet Mondriaan en Aleksandr Rodtsjenko).

## Fotogalerij

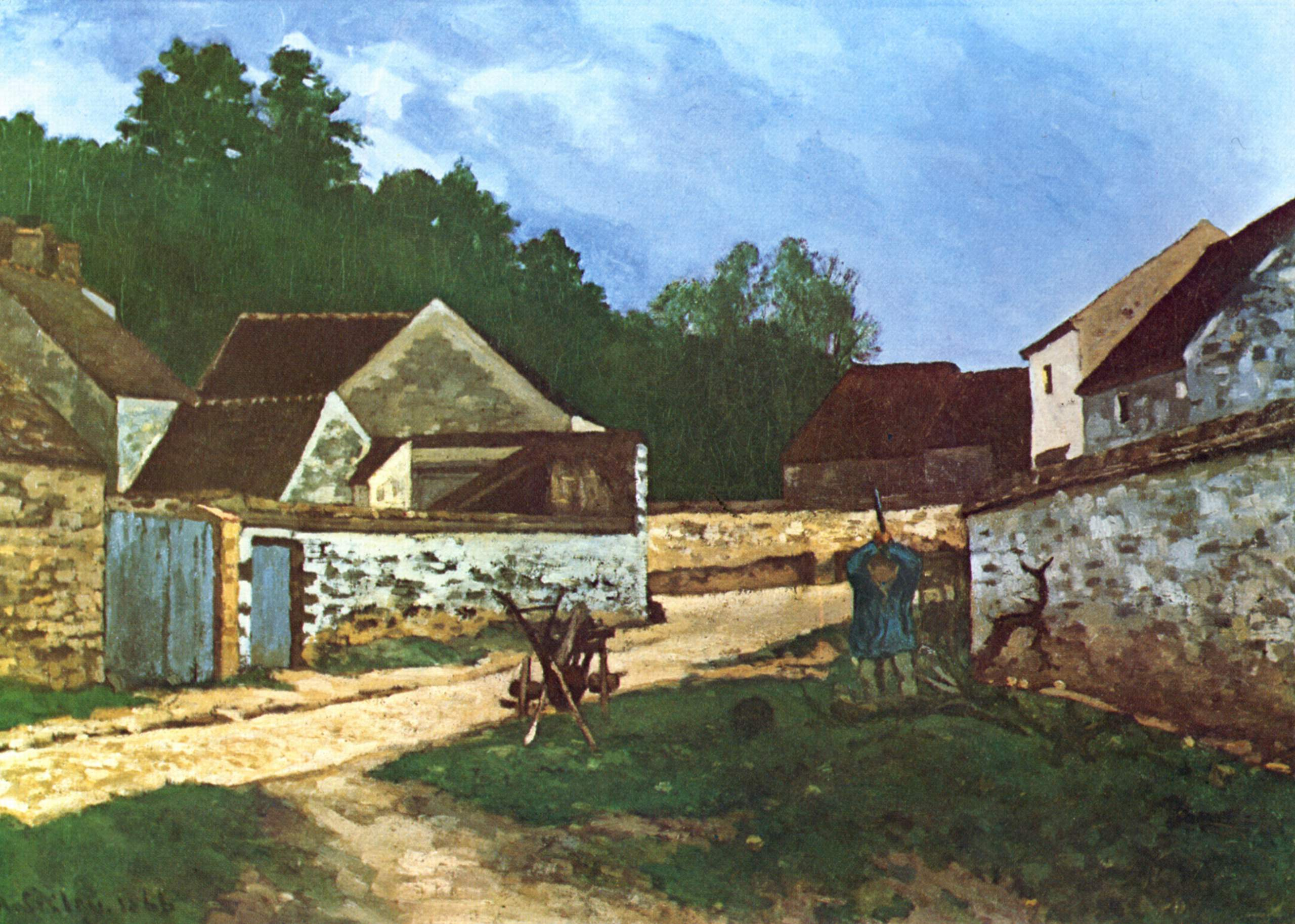
Alfred Sisley: Rue en Marlotte (1866)
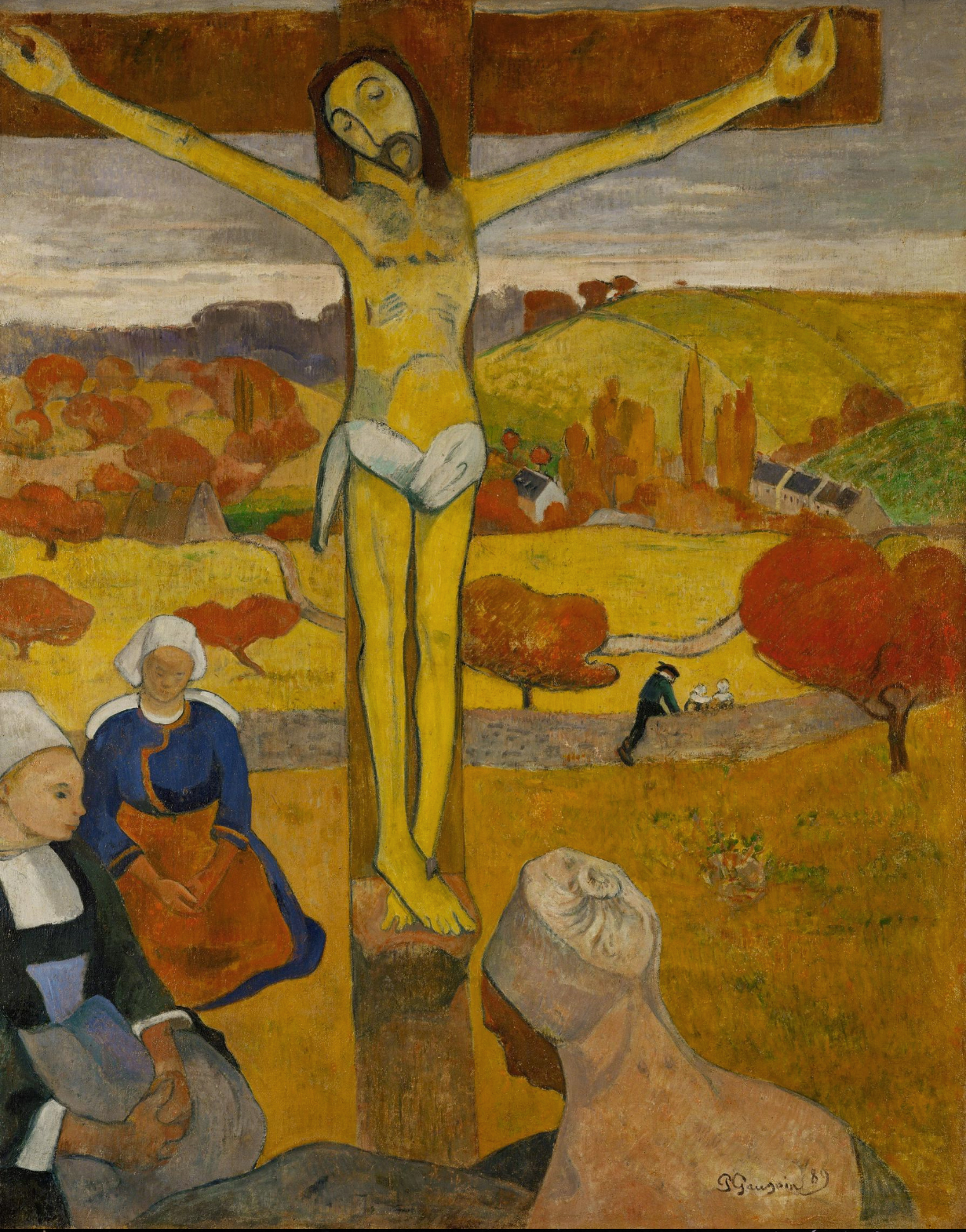
Paul Gauguin: De gele Christus (1889)
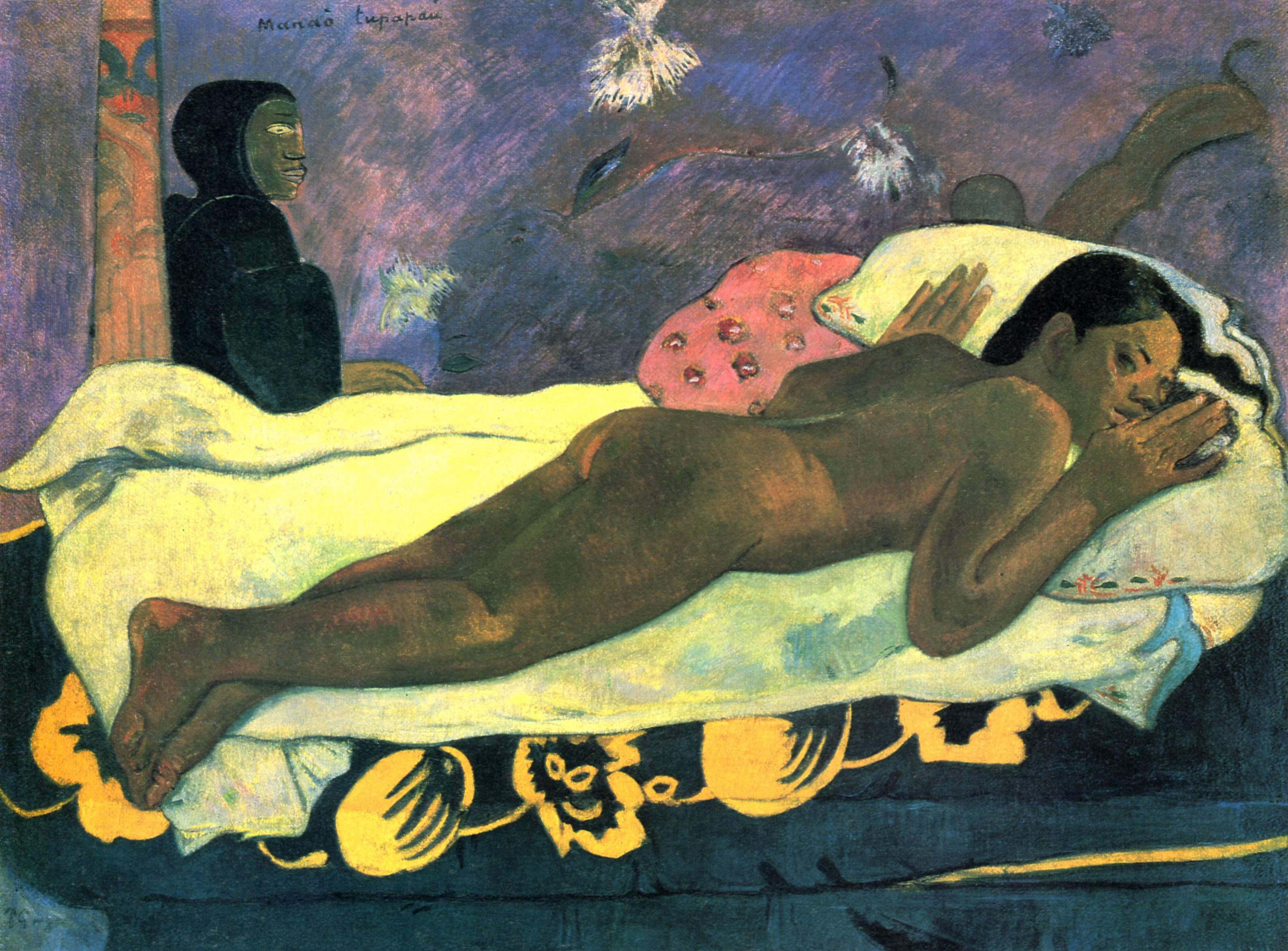
Paul Gauguin: L'esprit des morts veillant (1892)
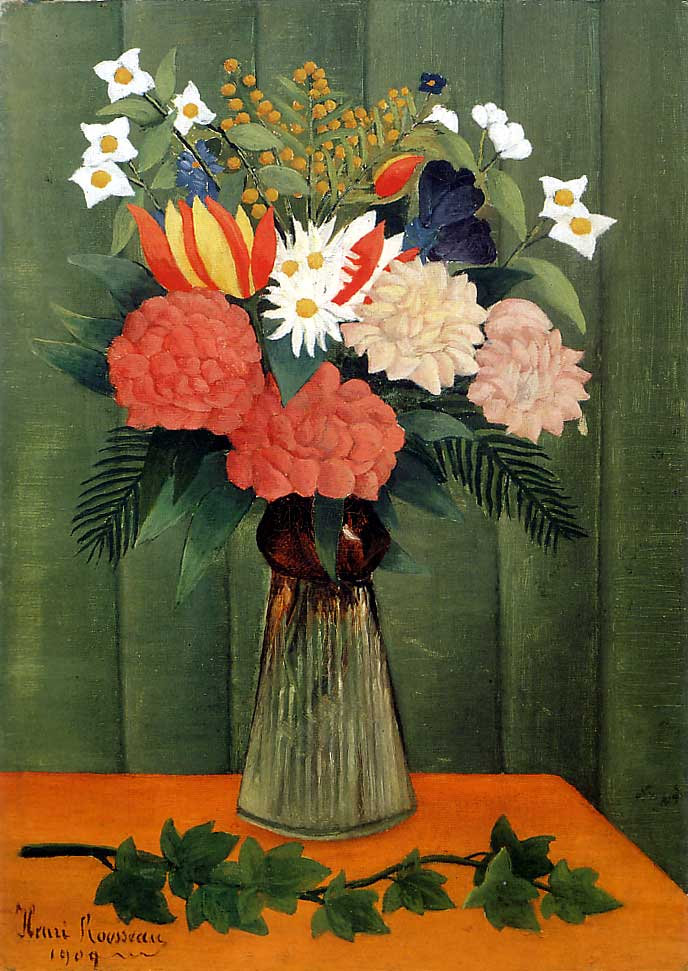
Henri Rousseau: Bouquet of Flowers with an Ivy Branch (1909)
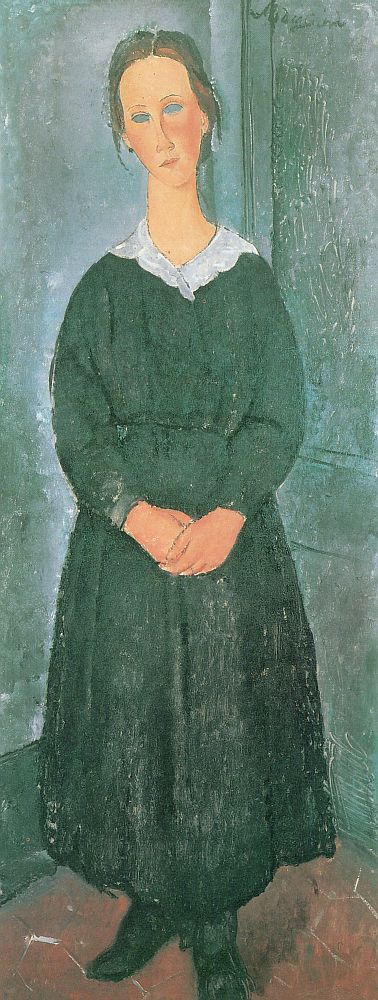
Amedeo Modigliani: Junges Dienstmädchen (1918)